# Тексгома (Оклахома)
Тексгома (англ. Texhoma) — місто (англ. town) в США, в окрузі Техас штату Оклахома. Населення — 856 осіб (2020).

## Географія
Тексгома розташована за координатами 36°30′19″ пн. ш. 101°47′15″ зх. д. / 36.50528° пн. ш. 101.78750° зх. д. (36.505405, -101.787387).  За даними Бюро перепису населення США в 2010 році місто мало площу 1,62 км², з яких 1,62 км² — суходіл та 0,00 км² — водойми.

## Демографія
Згідно з переписом 2010 року, у місті мешкало 926 осіб у 327 домогосподарствах у складі 254 родин. Густота населення становила 571 особа/км².  Було 394 помешкання (243/км²).
Расовий склад населення:
| - 72,0 % — білих - 0,4 % — чорних або афроамериканців - 0,1 % — корінних американців - 0,1 % — азіатів - 25,1 % — осіб інших рас |

До двох чи більше рас належало 2,3 %. Частка іспаномовних становила 43,2 % від усіх жителів.
За віковим діапазоном населення розподілялося таким чином: 32,1 % — особи молодші 18 років, 56,2 % — особи у віці 18—64 років, 11,7 % — особи у віці 65 років та старші. Медіана віку мешканця становила 33,0 року. На 100 осіб жіночої статі у місті припадало 100,0 чоловіків;  на 100 жінок у віці від 18 років та старших — 99,7 чоловіків також старших 18 років.
Середній дохід на одне домашнє господарство  становив 46 258 доларів США (медіана — 41 307), а середній дохід на одну сім'ю — 52 754 долари (медіана — 49 250). Медіана доходів становила 35 446 доларів для чоловіків та 29 063 долари для жінок. За межею бідності перебувало 7,2 % осіб, у тому числі 6,7 % дітей у віці до 18 років та 13,4 % осіб у віці 65 років та старших.
Цивільне працевлаштоване населення становило 392 особи. Основні галузі зайнятості: сільське господарство, лісництво, риболовля — 25,8 %, освіта, охорона здоров'я та соціальна допомога — 18,4 %, транспорт — 10,2 %, науковці, спеціалісти, менеджери — 9,4 %.